# Marajoara
Cet article concerne une race de chevaux. Pour le peuple Marajoara, voir Culture Marajoara.
Le Marajoara, ou cheval de l'île de Marajó (portugais : Marajoara), est une race de chevaux rustiques et résistants, issus d'une sélection naturelle sur l'île de Marajó. De taille moyenne, ils sont surtout mis au travail à la traction, et constituent une force de travail indispensable aux habitants locaux. Le Marajoara est tout particulièrement adapté au climat difficile de sa région insulaire, bien que régulièrement frappé par des épidémies d'anémie infectieuse équine. La race comptait plus de 100 000 représentants en 1992.

## Histoire
Le Marajoara est également connu sous le nom portugais de Baixo-Amazona, soit « Bas-Amazone » en français. Cette race n'est pas mentionnée dans l'édition de 2016 de l'encyclopédie de CAB International, mais figure dans le Larousse dos cavalos (publié en portugais en 2006), dans l'encyclopédie de Delachaux et Niestlé, Tous les chevaux du monde (2014), ainsi que dans DAD-IS, et dans diverses études, publiées en 2008 et 2017 notamment.
Il serait arrivé sur l'île de Marajó au début du XVIIIe siècle, avec une vague d'arrivages de chevaux et de bovins depuis Belém, eux-mêmes originaires de Cap-Vert, à la suite d'importations des Portugais. Ces animaux ont été croisés avec des chevaux arabes et des lusitaniens. Avec la sélection naturelle, cet animal s'est adapté aux conditions environnementales défavorables de son île, marquées par deux saisons : la pluie et la sècheresse. Au XIXe siècle, le nombre de chevaux est trop important pour l'île, ce qui entraîne une régulation.
Le Marajoara est classé comme race « exotique » en vertu de la régulation du ministère de l'agriculture brésilien.
La race étant menacée par des croisements incontrôlés (2002), des projets sont entrepris pour sauver ces animaux de l'altération génétique. Le Marajoara ne dispose pas de stud-book.

## Description
La base de données DAD-IS cite le Marajoara comme une variété du cheval Nordestin.
Le Larousse dos cavalos (2000) indique une taille moyenne de 1,30 m à 1,56 m. Ces chiffres sont repris dans le guide Delachaux, qui cite 1,30 m à 1,50 m chez les femelles, pour 1,35 m à 1,56 m chez les mâles. DAD-IS cite une fourchette plus restreinte, de 1,40 m chez les femelles à 1,46 m chez les mâles, pour un poids médian respectif de 300 et 360 kg. C'est un cheval de taille moyenne, morphologiquement bien proportionné et musclé,. La tête présente un profil rectiligne, ou légèrement convexe. Les épaules sont inclinées, le garrot est saillant, le poitrail large. La croupe est légèrement inclinée.
La couleur de robe est variable, le blanc étant impossible,.
Le tempérament est énergique, actif et docile. Les pâturages locaux étant maigres et le sol argileux, le Marajoará a développé des qualités de résistance et de rusticité. Il est l'un des rares chevaux capables de résister à la boue des zones inondées de son île, à la chaleur et aux marécages. La race est néanmoins exposée à des épidémies régulières d'anémie infectieuse équine.
Le Marajoara a fait l'objet d'une étude visant à déterminer la présence de la mutation du gène DMRT3 à l'origine des allures supplémentaire : l'étude de 14 sujets a permis de détecter la présence de cette mutation chez 7,1 % d'entre eux, et de confirmer l’existence de chevaux avec des allures supplémentaires parmi la race. 
Une étude de diversité génétique comparée entre les races Marajoara et Puruca montre que la diversité génétique du premier est légèrement meilleure que celle du second. Cela découle probablement de la plus grande population fondatrice chez la race Marajoara, par comparaison au Puruca.
La gestion de la race est assurée par l'association brésilienne des éleveurs de chevaux Marajoaro.

## Utilisations
Ce cheval est surtout employé comme moyen de transport à la traction, n'ayant aucun substitut dans sa région d'origine. Son importance y est majeure, en particulier pour effectuer les travaux agricoles. Il est aussi monté pour le travail du bétail, et peut faire un bon cheval de loisir.

## Diffusion de l'élevage

Localisation de l'île de Marajó au Brésil.

Le Marajoara est indiqué comme race exotique localement adaptée au Brésil, dans la base de données DAD-IS. Il est propre à l'île de Marajó,. Aucun niveau de menace n'est indiqué.
Un recensement effectué en 1992 indique 120 000 chevaux appartenant à cette race dans tout le Brésil, dont 1 062 femelles inscrites dans un registre.
L'étude menée par l'Université d'Uppsala, publiée en août 2010 pour la FAO, signale le Marajoara comme race de chevaux sud-américaine locale, qui n'est pas menacée d'extinction.
Du plasma germinatif est conservé sous la supervision de l'EMBRAPA d'Amazonie orientale, à des fins de recherche.